# 空港 (テレサ・テンの曲)
空港（くうこう）は、1974年7月1日に発売されたテレサ・テンの2枚目のシングル。発売元はポリドール・レコード（現ユニバーサルミュージック、レコード品番：DR 1865）。

## 解説
1974年（昭和49年）7月1日に発売された楽曲で、1992年（平成4年）に再発盤がリリースされた。中国語でのタイトルは「情人的關懷」である。
テレサ・テンの日本でのデビュー・シングルは1974年3月発売で、アイドル歌謡曲の「今夜かしら明日かしら」だったが不発に終わる。次シングルには、ムード歌謡・演歌調の路線に変更した「空港」を発表した処、有線放送などで徐々に注目され、ロング・ヒットを記録した。累計売上は80万枚。
当曲でテレサは、浅野ゆう子（「恋はダンダン」）、荒川務（「太陽の日曜日」）、城みちる（「イルカにのった少年」）、西川峰子（「あなたにあげる」）とともに第16回日本レコード大賞（1974年）の新人賞に選ばれた。この年の最優秀新人賞は麻生よう子（「逃避行」）であった。

## 収録曲
（全作詞：山上路夫、作曲：猪俣公章、編曲：森岡賢一郎）
1. 空港 [3:45]
2. はぐれた小鳩 [3:48]

### 1992年（再発盤）
1. 空港
2. 夜のフェリーボート
作詞：山上路夫、作曲：井上忠夫、編曲：森岡賢一郎
3. 空港（オリジナル・カラオケ）
4. 夜のフェリーボート（オリジナル・カラオケ）

## カバーしたアーティスト
- 中森明菜（アルバム『艶華 -Enka-』初回盤Bに収録）
- 石原詢子（カバーアルバム『我がこころの愛唱歌II 〜人情と活気に溢れてたあの時代〜』、CD-BOX『石原詢子 時代のうた』に収録）
- 由紀さおり（カバーアルバム『あなたと共に生きてゆく 〜由紀さおり テレサ・テンを歌う〜』（2016年7月27日発売）に収録）[3]
- 岩佐美咲 - 2018年2月27日発売のアルバム『佐渡の鬼太鼓』収録
- クレイジーケンバンド - 2021年9月8日発売のカバーアルバム『好きなんだよ』収録